# 楊森 (香港)
楊森（英語：Yeung Sum，1947年11月22日—），男，廣東增城人，前立法會議員（1991 - 2008），現為香港大學社會工作及社會行政學系榮譽助理教授及民主黨中常委。
他是匯點的創會成員，2002年至2004年擔任民主黨主席。

## 生平

### 早年生活
楊森籍貫廣東增城，生于广州市区。早年於荃灣的木屋區生活。及後因木屋區大火而獲安置到大窩口徙置區居住。他的父母是水果商販，在眾安街擺賣。楊森曾就讀中華基督教會全完第一小學（1961年小六）和荃灣官立工業中學。因參加1966年香港中學會考時考獲的成績不理想而在原校重讀中五年級。結果於1967年以優異成績前往循道中學入讀預科。

### 高等教育界
1974年，楊森畢業於香港大學，曾是該校聖約翰學院足球隊隊長，並於1972年至1973年間任該學院的宿生會主席。在英國約克大學完成文學碩士學位，楊森返回香港並於香港大學完成博士學位。1979年，楊森加入香港大學任教學生，並在1985年成為社會工作及社會行政學系講師，後為助理教授。退休後，繼續在該系負責教研工作，現為榮譽助理教授，教授「社會行政導論」等課程。

### 政界
當香港在1980年代面對主權移交的問題時，楊森與一些同在香港大學畢業的同學一同組建了政黨匯點。匯點是首個公開支持香港以「民主回歸」方式將主權移交予中華人民共和國的政黨。在基本法起草期間，他推動香港以「民主模式」在1997年後繼續運作。匯點支持主權移交的立場是因為當時英國政府以殖民方式統治香港，他們舉辦的社會活動、參政自由皆非常狹窄，因而民主回歸在當時的政治環境是唯一的出路。1988年，他接替劉迺強，擔任匯點主席一職直至1989年。他亦創立民主政制促進聯委會，擔任發言人一職。在六四事件發生後，他成為了支聯會的委員會成員之一。
1990年，他加入由進步民主派組成的香港民主同盟，並擔任副主席一職。1991年立法局選舉，他與黃震遐循港島西選區出選，結果兩人成功當選成為香港立法局議員。1994年，港同盟與匯點合併成民主黨，楊森留任副主席。
1998年首屆立法會選舉至2008年立法會選舉間，楊森一共在香港島選區連任三次議員席位，其後於2008年在名單排行第二，力推甘乃威接替他的席位。最後，甘乃威成功勝出。2012年立法會選舉後，楊森便不再參與立法會選舉，並在往後的屆次為其餘民主黨候選人助選。
楊森在民主黨內是主流派的中堅人物，他們採取的是較溫和及保守的手段去爭取香港的民主發展。而民主黨內有比較進步而激進的少壯派與他們競爭，這令民主黨在楊森擔任主席的兩年間（2002年－2004年），先後有陳偉業退黨，然後一眾少壯派跟隨，這令民主黨的勢力減弱。2004年，由於選舉失利，楊森宣布辭去黨主席負責。

### 反修例運動
2020年2月28日，楊森因參與未經警方批准的「十萬基督徒為香港罪人祈禱大遊行」被帶往西區警署調查。
2020年4月18日，楊與多名同屬前任及現任立法會議員和多名泛民主派人士，如區諾軒、梁國雄、李卓人、吳靄儀、單仲偕、何俊仁、何秀蘭和梁耀忠，商人黎智英、民陣副召集人陳皓桓、社民連的吳文遠、黃浩銘和民主黨的蔡耀昌共15人，被警方以參加於2019年8月18日，10月1日及20日的未經批准集會為由，以非法集結為名於同日作出拘捕。5月18日下午，案件被告於西九龍裁判法院提堂，分三案處理，暫毋須答辯，控方申請押後案件四周至6月1 日再訊，以便控方準備文件將案件轉介至區域法院處理，期間各被告獲准各以1,000元保釋候訊。
2021年5月28日，楊森聯同其他9名被告，因2019年十一國慶未經批准集結，被判罪成，楊森被判囚14個月。其他被告包括陳皓桓、李卓人、梁國雄、何俊仁、單仲偕和何秀蘭。他到2022年4月11日於赤柱監獄刑滿出獄，獲得多名民主黨成員及好友到場迎接。他對記者表示「香港社會已進入一個威權社會，政府強調安定、服從、忠誠及強勢的管治」，並走向「單元化」的發展。他希望香港人堅持民主自由及法治價值和信念，呼籲緊守崗位「講真說話」。

## 榮譽
楊森曾獲香港政府授予以下榮譽：
1. 太平紳士（JP）：2007年
2. 銀紫荊星章（SBS）：2009年

在其獲銀紫荊星章的嘉許語中，讚揚他在公共和社會服務方面有卓越表現，為弱勢社羣謀取福祉、就民生議題提供意見，且在不同公職崗位上促進了社區與政府之間的溝通。
由於楊森曾於「十一集結案」被判囚，政府於2022年6月10日刊憲撤銷其勳銜及太平紳士身分。